# Trotușanu, Vrancea
Trotușanu este un sat în comuna Movilița din județul Vrancea, Moldova, România. Este o localitate cu populație redusă, situată într-o zonă de deal. Obiectivul turistic cel mai important este Mănăstirea Trotușanu.
 Acest articol despre o localitate din județul Vrancea este deocamdată un ciot. Puteți ajuta Wikipedia prin completarea lui.